# Begraafplaats van Vicoigne
De Begraafplaats van Vicoigne is een gemeentelijke begraafplaats in de Franse gemeente Raismes in het Noorderdepartement. De begraafplaats ligt in het Bos van Vicoigne, bijna een kilometer ten oosten van het gehucht Vicoigne.

## Brits oorlogsgraf
Op de begraafplaats bevindt zich een Brits oorlogsgraf uit de Eerste Wereldoorlog. Het graf is geïdentificeerd en wordt onderhouden door de Commonwealth War Graves Commission. In de CWGC-registers is de begraafplaats opgenomen als Vicoigne Communal Cemetery.